# Копнене биљке
Копнене биљке (Embryophyta) су монофилетска група биљака, потомци зелених алги које су напустиле водену средину и населиле копно средином Ордовика. Адаптације које су омогућиле сувоземни начин живота и брзу адаптивну радијацију копнених биљака обухватају постојање:
- кутикуле, која спречава исушивање;
- стома, које омогућавају размену гасова и проветравање организма;
- васкуларних (проводних) ткива, која су омогућила транспорт воде и хранљивих материја до свих органа;
- механичких ткива, која су омогућила раст и гранање биљака;
- спорополенина, који спречава исушивање и даје чврстину појединим дисперзивним фазама (спорама, полену).

## Животни циклус копнених биљака
Животни циклус копнених биљака се описује као хаплодиплонтски - постоје независне хаплоидна и диплоидна фаза. Овај феномен се назива сменом једрових фаза, а пошто су код копнених биљака обе фазе вишећелијске, назива се и сменом генерација. Хаплоидна фаза (гаметофит генерација) настаје из хаплоидних спора. На њој се диференцирају органи за митотичку продукцију гамета. Након оплодње (спајања гамета) настаје диплоидан зигот из кога се развија диплоидна фаза (спорофит генерација). На спорофиту се развијају спорангије у којима се мејотичким деобама стварају хаплоидне споре. Гаметофит генерација је доминантна код маховинастих биљака, док у животним циклусима осталих биљака доминира спорофит.

## Класификација
Копнене биљке обухватају око 15 раздела. На основу диференцираности проводних (васкуларних) ткива, копнене биљке делимо на неваскуларне (маховинасте) и васкуларне биљке.
Неваскуларне биљке обухватају три примитивне групе (раздела), које су се прве одвојиле од предака осталих копнених биљака. То су:
- антоцероте (Anthocerotophyta),
- јетрењаче (Marchantiophyta) и
- праве маховине (Bryophyta).

Васкуларне биљке су монофилетска група која се карактерише присуством трахеида у ксилему. Обухватају следеће савремене разделе:
- пречице (Lycophyta);
- псилотум (Psilotophyta)
- папрати (Polypodiophyta);
- раставиће (Equisetophyta);
- голосеменице, у које спадају цикаси (Cicadophyta), гинка (Ginkgophyta), гнетуми (Gnetophyta) и четинари (Pinophyta);
- скривеносеменице (Magnoliophyta).